# William Alexander Morgan
William Alexander Morgan (född 11 april 1928, död 11 mars 1961) var en amerikan som deltog i den kubanska revolutionen.